# Saori Kimura
Saori Kimura (木村 沙織 Kimura Saori,  sinh 19 tháng 8 năm 1986) là vận động viên bóng chuyền chuyên nghiệp hiện đang thi đấu cho Toray Arrows. Cô đã từng thi đấu cho Đội tuyển quốc gia Nhật Bản và là đội trưởng của đội. Từng thi đấu tại các Thế vận hội Mùa hè Athens 2004, Bắc Kinh 2008, London 2012 và Rio de Janeiro  2016 nhưng cô chỉ giúp đội tuyển nước nhà một lần giành tấm huy chương đồng năm 2012. Được mệnh danh là "Tương lai của Nhật Bản, Saori vô hạn" và "Saorin thần diệu", cô là người có tài năng khi thi đấu được ở mọi vị trí. Vào ngày 10 tháng 7 năm 2012, Toray Arrows đưa ra thông báo là Saori Kimura sẽ chuyển đến thi đấu tại câu lạc bộ VakıfBank Türk Telekom của Thổ Nhĩ Kỳ vào mùa giải tới. Đến ngày 3 tháng 6 năm 2013, cô chuyển sang khoác áo Galatasaray Daikin. Đến ngày 5 tháng 6 năm 2014, sau hai năm thi đấu tại nước ngoài, cô trở đội bóng Toray Arrows thi đấu trước khi giã từ sự nghiệp thi đấu vào năm 2017.

## Danh hiệu

### Câu lạc bộ
- Toray Arrows
  - Đại hội Thể thao Quốc gia Nhật Bản: Vô địch 2007, Á quân 2008.
  - Giải bóng chuyền vô địch Nhật Bản (V.League): Vô địch 2007-08, 2008-09, 2009-10, 2011-12; Á quân 2010-11
  - Giải vô địch bóng chuyền toàn Nhật Bản cúp Nhà vua và Hoàng hậu: Vô địch 2007-08, 2011-12; Á quân 2010-11
  - Giải vô địch bóng chuyền toàn Nhật Bản cúp Kurowashiki: Vô địch 2009, 2010.
- Vakıfbank Spor Kulübü
  - Cúp bóng chuyền nữ Thổ Nhĩ Kỳ: Vô địch 2012-13
  - Giải vô địch bóng chuyền nữ CEV: Vô địch 2012-13
  - Giải vô địch bóng chuyền nữ Thổ Nhĩ Kỳ: Vô địch 2012-13

### Đội tuyển quốc gia
Olympics LonDon 2012: Huy Chương Đồng
Vô địch thế giới 2010: Huy Chương Đồng
World Grand Prix 2014: Huy Chương Bạc
World Grand Championship Cup 2013: Huy Chương Đồng
Montreux Volley Masters 2011: Huy Chương Vàng
Montreux Volley Masters 2015: Huy Chương Bạc